# 안개 낀 거리
안개 낀 거리는 한국에서 제작된 강범구 감독의 1963년 영화이다. 황해 등이 주연으로 출연하였고 최찬두 등이 제작에 참여하였다.

## 출연

### 주연
- 황해
- 이경희
- 김석훈
- 이향

## 제작진
- 조명: 윤창화
- 미술: 원제래